# Страданченко, Сергей Георгиевич
Сергей Георгиевич Страданченко (род. 19 мая 1972) — российский учёный, доктор технических наук (2003), профессор; директор Института сферы обслуживания и предпринимательства ДГТУ, и. о. ректора Южно-Российского государственного политехнического университета с 6 декабря 2024 года; действительный член Академии горных наук, член-корреспондент Российской академии естественных наук.
Автор более 170 научных и учебно-методических трудов.

## Биография
Родился 19 мая 1972 года.

### Образование
В 1994 году окончил Новочеркасский государственный технический университет по специальности «Шахтное и подземное строительство».
В 1998 году защитил кандидатскую на тему «Технология армирования вертикальных стволов на участках деформирующегося породного массива».
В 2003 году защитил докторскую диссертацию на тему «Обоснование отработки околоствольных целиков короткими очистными забоями при сохранении безаварийной эксплуатации шахтных стволов».
В 2015 году защитил магистерскую диссертацию по направлению подготовки «Юриспруденция».
Прошёл подготовку в школе кадрового резерва Министерства науки и высшего образования.

### Деятельность
По окончании университета, с ноября 1994 по март 2001 года, работал ассистентом, затем старшим преподавателем, доцентом кафедры «Строительство подземных сооружений и шахт», заместителем декана горного факультета Шахтинского института (филиала) Южно-Российского государственного технического университета (НПИ).
С 2001 года находился на муниципальной работе: с марта 2001 по сентябрь 2003 года являлся советником мэра города Шахты.
В октябре 2003 года Страданченко был назначен директором Шахтинского института (филиала) «Южно-Российского государственного технического университета (Новочеркасский политехнический институт»). С декабря 2011 по апрель 2012 года — директор Шахтинского филиала Института повышения квалификации руководящих работников и специалистов. С апреля 2012 по май 2013 года он работал проректором по заочному, дистанционному и дополнительному профессиональному образованию Южно-Российского государственного университета экономики и сервиса (ЮРГУЭС). С мая 2013 года являлся директором Института сферы обслуживания и предпринимательства ДГТУ в городе Шахты. Подготовил 7 кандидатов наук, руководитель аспирантов и докторантов.
6 декабря 2024 года Сергей Георгиевич Страданченко назначен исполняющим обязанности ректора ЮРГПУ (НПИ).
Награждён Почетной грамотой Министерства образования и науки РФ и Благодарственным письмом Губернатора Ростовской области. Удостоен звания «Почётный работник высшего профессионального образования РФ».